# Kreuz in Landschaft (Werefkin)
Kreuz in Landschaft ist der Titel eines Gemäldes, das die russische Künstlerin Marianne von Werefkin während ihrer Münchener Jahre (1896–1914) malte. Das Werk gehört zum Bestand einer Privatsammlung. Eine vorausgegangene unbetitelte farbige Gouache befindet sich in der Fondazione Marianne Werefkin in Ascona mit der Inventarnummer FMW 45-2-630-a2/44–45.

## Technik, Maße und Datierung
Bei dem Gemälde handelt es sich um eine Temperamalerei auf Karton, 55 × 75 cm im Breitformat. Die Künstlerin hat die Gouache mit dem Datum „2. Juli 1909“ bezeichnet.

## Ikonografie

### Landschaft
Dargestellt ist eine langsam ansteigende, baumlose Landschaft. Sie beansprucht etwa zwei Drittel des Bildes, ist dreifach unterteilt und leitet in die Tiefe des Bildes hinein, ehe sie vor einem Bergrücken wieder bergab führt und nach unten verschwindet.
Der linke Teil ist charakterisiert durch eine große Wiese mit einer Unzahl von gelben Blumen. Wahrscheinlich handelt es sich um den blühenden Löwenzahn, der ebenso wie das Schneeglöckchen oder das Gänseblümchen zu den Frühjahrsblühern zählt. Noch hat der Löwenzahn keine Windflieger gebildet.
Durch das Gelände führt nach links ein Weg   offensichtlich ein Trampelpfad, der, ehe er vor dem Gebirgszug nahezu rechtwinklig abknickt.
Der zweite Teil der Landschaft ist ein mehrfarbiger Acker, bestanden von einer nicht näher erklärten Feldfrucht. Links und rechts begrenzen ihn Feldwege.
Dem rechten Weg schließt sich als dritter Teil der Landschaft ein grünes Gelände mit verschiedenen weißen Fehlstellen an. Möglicherweise handelt es sich um Felder, die mit Gerste, Roggen oder Weizen bestellt sind. Alle drei Getreidesorten beginnen wie der Löwenzahn im Frühjahr hellgrün zu sprießen.
In das grüne Feld ist ein fensterloses Gebäude eingeschlossen. Wahrscheinlich handelt es sich um eine Scheune, die stilistisch ganz nach japanischer Art angeschnitten ist. Eine hügelige Landschaft mit einem solitären, markanten Berg, bildet den Hintergrund des Gemäldes. Dessen nach rechts und links immer flacher werdenden Ausläufer hat die Malerin stark konturiert. Auf der rechten Seite und über dem Gipfel des Berges wühlen große Windböen den Himmel auf. Dagegen zeigt die linke Bildseite über dem flacher werdenden Abhang ein blassblaues Band von Wolken. Diese wirken wie Wasserwellen, die von heftigen Turbulenzen, wie gefährliche Strudel aufwirbeln. Weißer Schaum hat sich auf dem Kamm der Wellen gebildet.

### Das Kruzifix
In der links blühenden Wiese steht ein leicht nach rechts geneigtes Kruzifix, ein Flurkreuz mit der Aufschrift J.N.R.J. an der Spitze des Längsbalkens. Darüber, ebenso an den Enden des Querbalkens sind links und rechts unübliche, runde Scheiben mit je einem weißen Punkt in der Mitte angebracht. Der magere, geschundene bärtige Christus mit Dornenkrone ist nur mit einem an seiner linken Hüfte geknoteten Schurz bekleidet. Christus ist in romanischer Weise, ohne Suppedaneum mit vier Nägeln ans Kreuz geschlagen. Vor dem Kruzifix kniet eine schwarz gekleidete, weiß konturierte Frau in Bethaltung als Rückenfigur.

## Geschichte der Darstellung Christi am Kreuz
Das Kruzifix „trat erst seit dem 5. Jahrh. an die Stelle des Kreuzes, das bis dahin das Symbol Christi gewesen war. Bis zum Ende des 9. Jahrh. wurde der Gekreuzigte lebend dargestellt. Man findet ihn sowohl mit einem schmalen Schurz als auch mit einem langen Gewand oder mit einer von den Hüften bis auf die Füße reichenden Tunika bekleidet. Im Mittelalter kommt nur der schmale Schurz vor. Auf den ältesten noch vorhandenen Kruzifixen (in einer syrischen Evangelienhandschrift vom Mönch Rabula und dem zu Monza aus dem 6. und Anfang des 7. Jahrh.) ist Christus mit vier Nägeln an Händen und Füßen dargestellt.“ Gegen Ende des Mittelalters wurde es Tradition, die Kreuzigung Christi mit drei Nägeln und mit überquerten Füßen darzustellen.